# Dragons (franchise)
Pour les articles homonymes, voir Dragon (homonymie).
 Pour plus de détails, voir Fiche technique et Distribution
Dragons (How to Train Your Dragon) est une franchise médiatique américaine. Il s'agit d'une adaptation libre de la série de romans pour enfants Harold et les Dragons de Cressida Cowell, dont le premier tome How To Train Your Dragon est publié en 2003. Elle débute avec le film d'animation Dragons sorti en 2010 et produit par DreamWorks Animation. Celui-ci connait deux suites, Dragons 2 en 2014 et Dragons 3 : Le Monde caché en 2019, ainsi que plusieurs autres œuvres dérivées comme des séries d'animation et des jeux vidéo. Un remake en prise de vues réelles du premier film est sorti en 2025.
La franchise suit principalement les aventures d'un jeune Viking, Hiccup Horrendous Haddock III (Harold Horrib'Haddock III en français), qui est le fils de Stoick the Vast (la Brute), chef de l'île viking de Beurk. Bien qu'initialement considéré comme un inadapté maladroit et de poids insuffisant, il devient rapidement reconnu comme un courageux expert en dragons, aux côtés de Krokmou, membre de la rare race des Furies Nocturnes, comme monture volante et son plus proche compagnon.

## Cinéma

### Synopsis
Dragons (2010)
Sur une île des mers boréales appelée Beurk, un village viking subsiste malgré les attaques de dragons qui viennent piller les réserves depuis des siècles en dépit des efforts des habitants pour protéger leurs biens. Harold, jeune apprenti forgeron et fils du chef Stoïk, essaye d'apporter son aide aux guerriers mais sa maladresse provoque plus de dégâts encore. Curieux et inventif, il arrive à toucher en plein vol un dragon furtif avec un canon de son invention mais personne ne le croit. Parti en secret retrouver la trace de sa victime, il le retrouve, blessé, prisonnier d'une cuvette naturelle dont il ne peut s'échapper. Afin de l'aguerrir, son père accepte sur les conseils de son ami Gueulfor de lui faire subir tout de même l'entraînement qui fera de lui un tueur de dragons malgré l'opposition du garçon : ayant eu la Furie à sa merci, il n'a pas pu la tuer et il se sait désormais incapable de devenir un vrai guerrier comme il l'espérait. Malgré ses tentatives, son père refuse de l'écouter et Harold commence son entraînement, en compagnie de Varek, un grand connaisseur des dragons, Rustik, surnommé le Morveux, égoïste qui rêve de tuer des dragons, les faux jumeaux Kognedur et Kranedur qui se disputent sans arrêt et Astrid, une guerrière très douée, tout en observant son prisonnier qu'il arrive lentement à apprivoiser en le nourrissant et en apprenant à le connaître, le baptisant Krokmou.
Dragons 2 (2014)

logo français du 2e film

Cinq ans après la libération des dragons de l'île Beurk et le début de la cohabitation entre humains et dragons, les courses auxquelles se livrent Astrid, Harold et le reste de la bande à dos de dragons sont devenues populaires dans le village. Harold, quant à lui, a inventé une combinaison qui lui permet de planer de façon autonome.
Dragons 3 : Le Monde caché (2019)

logo français du 3e film

Un an après la mort de Stoïck la Brute et la défaite de Drago, Harold Horrib'Haddock III est devenu chef de l'île de Beurk. Conseillé par sa mère et ses amis, il lance des raids pour libérer les dragons des chasseurs et les mener à son village où ils vivent libres. Mais alors que la petite île devient surpeuplée, Harold pense à quitter le village pour le Monde caché, une terre légendaire d'où viennent tous les dragons et que Stoïck a recherchée, pour pouvoir mieux les protéger des multiples attaques de chasseurs. Au même moment, les seigneurs de guerre, qui étaient les généraux de Drago, engagent Grimmel le Grave, un tueur de dragons connu pour haïr les Furies nocturnes et pour les avoir éradiqués depuis son enfance, afin de capturer Krokmou, considéré comme l'Alpha, le roi parmi les dragons, et lui laissent une Furie Éclair femelle pour l'appâter.

### Fiche technique
|                            | Dragons (2010)              | Dragons 2 (2014)           | Dragons 3 : Le Monde caché (2019) | Dragon (2025)                            |
| -------------------------- | --------------------------- | -------------------------- | --------------------------------- | ---------------------------------------- |
| Réalisation                | Dean DeBlois                | Dean DeBlois               | Dean DeBlois                      | Dean DeBlois                             |
| Réalisation                | Chris Sanders               |                            |                                   |                                          |
| Scénario                   | Dean DeBlois                | Dean DeBlois               | Dean DeBlois                      | Dean DeBlois                             |
| Scénario                   | William DaviesChris Sanders |                            |                                   |                                          |
| Producteurs                | Bonnie Arnold               | Bonnie Arnold              | Bonnie Arnold                     | Dean DeBlois                             |
| Producteurs                |                             |                            | Brad Lewis                        | Marc Platt                               |
| Producteurs                |                             |                            | Adam Siegel                       |                                          |
| Musique                    | John Powell                 | John Powell                | John Powell                       | John Powell                              |
| Dates de sortie États-Unis | 26 mars 2010                | 13 juin 2014               | 22 février 2019                   | 13 juin 2025 Date sujette à modification |
| Dates de sortie France     | 31 mars 2010                | 2 juillet 2014             | 6 février 2019                    | 11 juin 2025 Date sujette à modification |
| Durée                      | 98 minutes                  | 102 minutes                | 104 minutes                       | NC                                       |
| Budget                     | 165 000 000 $               | 145 000 000 $              | 129 000 000 $                     | NC                                       |
| Genres                     | fantasy, action, aventures  | fantasy, action, aventures | fantasy, action, aventures        | fantasy, action, aventures               |
| Pays de production         | États-Unis                  | États-Unis                 | États-Unis                        | États-Unis                               |
| Sociétés de production     | DreamWorks Animation        | DreamWorks Animation       | DreamWorks Animation              | Marc Platt Productions                   |
| Sociétés de production     | Mad Hatter Entertainment    |                            |                                   |                                          |
| Sociétés de production     | Vertigo Entertainment       |                            |                                   |                                          |
| Distribution États-Unis    | Paramount Pictures          | 20th Century Fox           | Universal Pictures                | Universal Pictures                       |
| Distribution France        | Paramount Pictures France   | 20th Century Fox           | Universal Pictures International  | Universal Pictures                       |

### Accueil

#### Critique
| Films                      | Rotten Tomatoes     | Metacritic            | Allociné             |
| -------------------------- | ------------------- | --------------------- | -------------------- |
| Dragons                    | 99% (215 critiques) | 75/100 (37 critiques) | 3,9⁄5 (20 critiques) |
| Dragons 2                  | 92% (188 critiques) | 77/100 (48 critiques) | 4⁄5 (31 critiques)   |
| Dragons 3 : Le Monde caché | 90% (274 critiques) | 71/100 (42 critiques) | 3,9⁄5 (25 critiques) |

#### Box-office
| Films                      | Année  | Recettes au box-office | Recettes au box-office | Recettes au box-office | Nombres d'entrées France | Budget (millions) | Référénces |
| Films                      | Année  | États-Unis/ Canada     | Reste du monde         | Mondial                | Nombres d'entrées France | Budget (millions) | Référénces |
| -------------------------- | ------ | ---------------------- | ---------------------- | ---------------------- | ------------------------ | ----------------- | ---------- |
| Dragons                    | 2010   | 217 581 231 $          | 277 297 528 $          | 494 878 759 $          | 2 316 829                | 165 millions $    | ,          |
| Dragons 2                  | 2014   | 177 002 924 $          | 444 534 595 $          | 621 537 519 $          | 3 376 525                | 145 millions $    | ,          |
| Dragons 3 : Le Monde caché | 2019   | 160 799 505 $          | 359 097 143 $          | 519 896 648 $          | 3 367 445                | 129 millions $    | ,          |
| Totaux                     | Totaux | 555 383 660 $          | 1 080 929 266 $        | 1 636 312 926 $        | 9 060 799                | 439 millions $    | [ 17 ]     |

### Courts métrages

#### Harold et la Légende du Pikpoketos(2010)
Harold et la Légende du Pikpoketos (Legend of the Boneknapper Dragon) est un court métrage de 16 minutes faisant suite au premier film. Il est initialement diffusé à la télévision le 14 octobre 2010 sur Cartoon Network avant d'être disponible en bonus sur Blu-ray du long métrage.
Le film suit Harold et ses jeunes camarades accompagnant leur mentor, Gueulfor, dans une quête pour tuer le légendaire dragon Pikpoketos. Environ la moitié du film est réalisé en animation traditionnelle, montrant l'histoire de Gueulfor et ses rencontres avec le Pikpoketos, et à quoi il ressemble aujourd'hui.

#### Le Livre des Dragons(2011)
Le Livre des Dragons (Book of Dragons) dure 18 minutes. Il est disponible en novembre 2011 sur les DVD et Blu-ray du premier film.
Le court métrage montre Harold, Astrid, Fishlegs, Krokmou et Gobber racontant la légende derrière le Livre des Dragons et révélant des secrets de formation d'initiés sur de nouveaux dragons jamais vus auparavant. Le court métrage montre un total de 14 dragons différents, chacun séparé en 7 classes : Stoker (Terrible Terror, Monstrous Nightmare), Boulder (Gronckle, Whispering Death), Fear (Hideous Zippleback, Snaptrapper), Sharp (Deadly Nadder, Timberjack), Tidal. (Scauldron, Thunderdrum), Mystery (Changewing, Boneknapper) et Strike (Skrill, Night Fury).

#### Le Cadeau du Furie Nocturne(2011)
Le Cadeau du Furie Nocturne (Gift of the Night Fury) est un Christmas special de erreur : mois invalide (minutes). Réalisé par Tom Owens, il sort en novembre 2011 sur les DVD et Blu-ray du premier film.
Il se déroule au milieu de la préparation des vacances d'hiver des Vikings, Snoggletog, lorsque tous les dragons partent soudainement et inexplicablement en migration massive, à l'exception de Krokmou. Harold lui donne alors quelque chose pour l'aider.

#### Dawn of the Dragon Racers(2014)
D'une durée de 25 minutes, Dawn of the Dragon Racers est inclus sur DVD/Blu-ray/édition digital de Dragons 2 en novembre 2014. En mars 2015, il sort également sur un DVD réunissant Le Livre des Dragons et Harold et la Légende du Pikpoketos. Il est réalisé par John Sanford et Elaine Bogan.

#### Dragons: Retrouvailles(2019)
Dragons : Retrouvailles (How to Train Your Dragon: Homecoming) est un court métrage holiday special dure 22 minutes. Il est diffusé sur la chaine NBC le 3 décembre 2019.
Il se déroule dix ans après que les dragons ont quitté les Vikings dans Dragons 3 : Le Monde caché. Les enfants d'Hiccup et Astrid croient que les dragons sont des monstres dangereux après avoir trouvé les vieux journaux de Stoick, ce qui a conduit Hiccup et Astrid à ramener le concours Snoggletog afin de les convaincre du contraire. Pendant ce temps, les trois enfants de Krokmou et Furie Éclair viennent à New Berk à la recherche de Harold, incitant leurs parents à les poursuivre.

#### Snoggletog Log(2019)
Snoggletog Log est un court métrage Slow TV de 28 minutes. Inspiré du programme de Noël Yule Log (en), il s'agit d'un seul plan continu montrant une cheminée de Noël, avec divers gags impliquant les personnages principaux de la franchise. Il est disponible sur Hulu depuis les fêtes de fin d'année 2019.

## Télévision

### Dragons(2012-2018)
Cette série d'animation (DreamWorks Dragons en VO - parfois Dragons: The Series) est diffusée sur Cartoon Network (2012–2014) puis sur Netflix (2015–2018). Elle sert initialement à faire le lien entre les deux premiers films d'animation. Elle connait 8 saisons et 118 épisodes.
Hiccup tente de maintenir l'équilibre au sein de la nouvelle cohabitation des dragons et des vikings nordiques. Harold, Krokmou et le reste des adolescents vikings sont mis à l'épreuve lorsqu'ils sont confrontés à de nouveaux mondes plus durs que Berk, de nouveaux dragons qui ne peuvent pas tous être dressés, et de nouveaux ennemis qui cherchent toutes les raisons de détruire complètement l'harmonie entre les Vikings et les Dragons.

### Dragons: Les Gardiens du ciel(2019-2022)
Cette seconde série d'animation est diffusée sur Netflix (2019–2020) puis sur Peacock (2021–2022). Elle suit Dak et Leyla, des jumeaux élevés par des dragons qui ont développé, en conséquence, une capacité unique à communiquer avec eux, aidant et sauvant les dragons et les habitants de la ville de Huttcôtier.

### Dragons: Les Neuf Royaumes(2021-2023)
Troisième série d'animation de la franchise, elle est diffusée sur Peacock et Hulu. L'intrigue se passe dans le monde moderne, 1 300 ans après les événements du troisième film. Une météorite a frôlé la terre et a engendré un énorme séisme provoquant une faille qui intéresse les scientifiques du monde entier dont la mère de Tom Kullersen. Tom est un jeune adolescent en quête d'aventure qui découvre un monde caché rempli de dragons et se lie d'amitié avec Tonnerre, un dragon égaré. Trois de ses amis découvrent à leur tour les dragons et se promettent de ne pas divulguer leur existence car, à la surface, on pourrait leur vouloir du mal,.

## Jeux vidéo
Dragons sort en 2010 sur Wii, Xbox 360 et PlayStation 3. Le jeu a été développé par Étranges Libellules et édité par Activision. Il est basé sur le premier film d'animation. Il s'agit d'un jeu d'action-aventure.
Un jeu pour Nintendo DS de Griptonite Games, sort en mars 2010 chez Activision.
Dragons 2 sort en juin 2014 sur Xbox 360, Nintendo 3DS, Wii, Wii U et PlayStation 3[réf. nécessaire]. Il est édité par Little Orbit.

## Bandes dessinées
Une série de comics inspirée des films, Dragons: Riders of Berk, est éditée par Titan Comics. Le premier tome, Dragon Down, sort en avril 2014. Il est écrit par Simon Furman et avec des dessins d'Iwan Nazif. Il sort en France l'année suivante sous le titre Tombés du ciel.
Les tomes suivants sont La Menace Des Profondeurs (Dangers of the Deep, 2014), Le château de glace (The Ice Castle, 2015), Passager clandestin (The Stowaway, 2015), La légende de Ragnarok (The Legend of Ragnarok, 2015) et Underworld (2015).
Une autre série bandes dessinées est publiée en février 2016 : Dragons: Defenders of Berk. Les deux volumes sont The Endless Night (2016) and Snowmageddon (2016).
Dark Horse Comics publie également des romans graphiques inspirés de la franchise : How to Train Your Dragon: The Serpent's Heir en 2016. Ils sont coécrits par Dean DeBlois et Richard Hamilton. Pierre-Olivier Vincent réalise la couverture. L'ntrigue de la série se situe entre celle du deuxième et du troisième film,.

## Attractions

### Heide Park
En 2016, le parc d'attractions allemand Heide Park a créé toute une section du parc proposant divers manèges basés sur la franchise. Il propose trois attractions volantes différentes et une promenade en bateau où les invités s'aventurent dans les sombres grottes du dragon pour rencontrer et aider Harold, Krokmou et leurs amis

### Motiongate Dubai
Le parc à thème Motiongate Dubai contient lui aussi une section consacrée à Dragons, avec notamment les montagnes russes Dragon Gliders. Les usagers rejoignent Harold, Krokmou, Astrid et Stormfly pour voler à travers les grottes de l'Île Interdite, où ils rencontrent une menace inattendue.

#### Universal Studios
Pour la promotion du film Dragons 3 : Le Monde caché, Universal Studios Florida a brièvement organisé une expérience de réalité virtuelle d'une durée limitée où les invités pouvaient faire l'expérience de rouler sur Krokmou, tandis que Universal Studios Hollywood permettait aux visiteurs de rencontrer et de saluer Krokmou. Le Hollywood Boulevard d'Universal Studios Beijing contient Untrainable, une attraction immersive avec des marionnettes et décors à grande échelle,. En janvier 2024, il est annoncé que How to Train Your Dragon: Isle of Berk sera l'une des 5 lands du Universal Epic Universe prévu pour 2025.